# Netz Oberösterreich

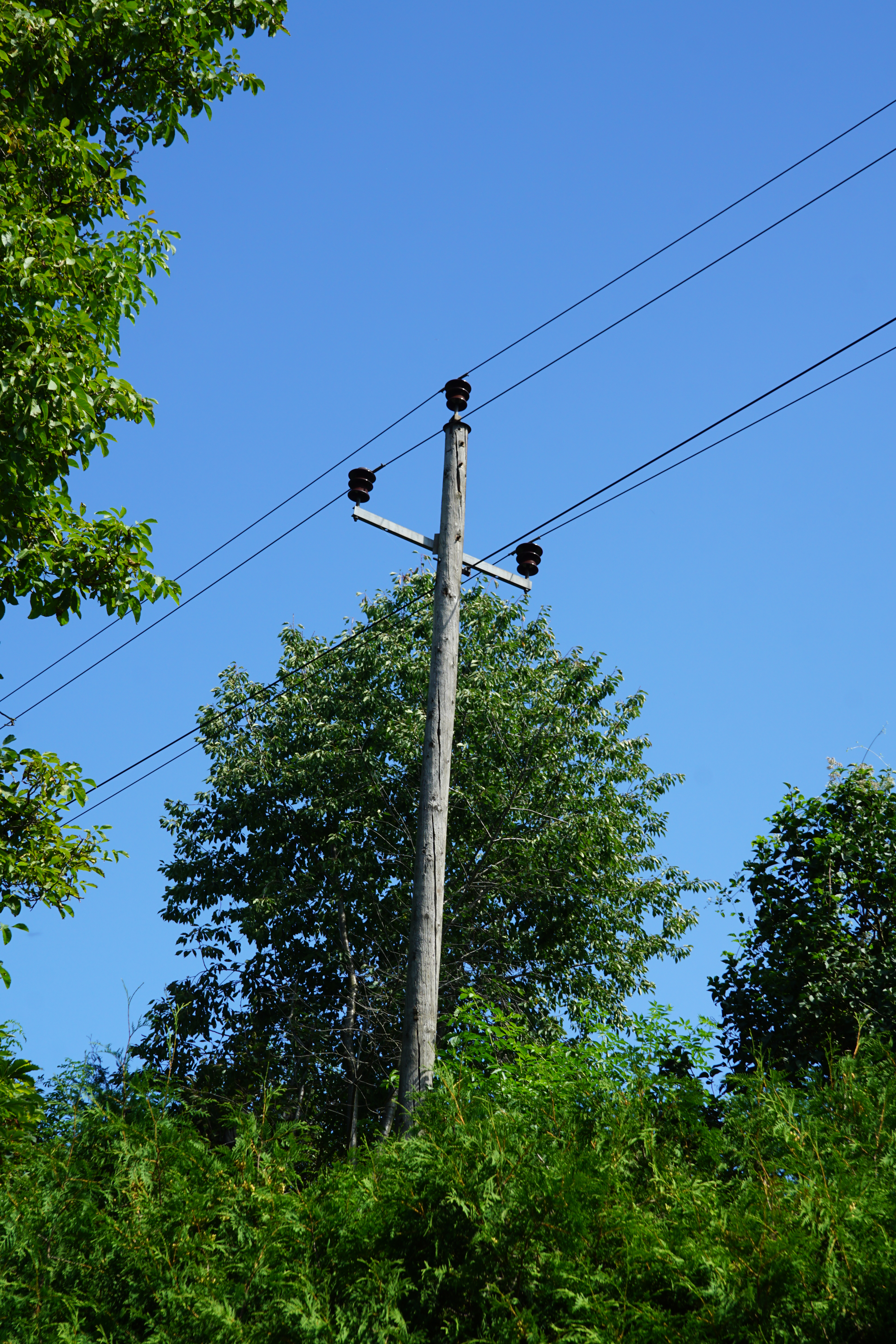
30 kV Mittelspannungsleitung der Netz Oberösterreich

Die Netz Oberösterreich GmbH ist ein Strom- und Erdgasverteilnetzbetreiber, der in weiten Teilen von Oberösterreich, sowie in Teilen von Salzburg, der Steiermark und in kleinerem Umfang auch in Niederösterreich tätig ist. Das Unternehmen ist Teil der Energie AG Oberösterreich.

## Geschichte
Seit 1. Oktober 2005 übt die Netz Oberösterreich GmbH ihre Aufgabe als rechtlich entflochtener, konzessionierter Strom-Verteilernetzbetreiber aus.
Mit 1. Oktober 2014 wurde das Erdgasnetz der ehemaligen OÖ. Ferngas Netz GmbH in die Netz Oberösterreich integriert.